# كوهي موريتا
كوهي موريتا (باليابانية: 盛田 剛平) (مواليد 13 يوليو 1976)، هو لاعب كرة قدم ياباني سابق كان يلعب كمهاجم.

## وصلات خارجية
- كوهي موريتا على موقع رابطة كرة القدم اليابانية للمحترفين (اليابانية)
- كوهي موريتا على موقع قاعدة بيانات كرة القدم.إي يو (الإنجليزية)
- كوهي موريتا على موقع Soccerway.com (الإنجليزية)
- كوهي موريتا على موقع عالم كرة القدم.نت (الإنجليزية)
- كوهي موريتا على موقع كووورة